# Interiors holandesos
Els Interiors holandesos és una sèrie de 3 pintures realitzada per Joan Miró l'estiu de 1928 després d'un viatge a Bèlgica i Països Baixos, inspirades pels pintors flamencs del segle xvii. L'Interior holandès I és una reinterpretació de l'obra El llaütista, de Martensz Sorgh (1661), l'Interior holandès II és una versió de Nens ensenyant a ballar a un gat de Jan Steen (1665) i l'Interior holandès III està inspirat a l'obra del mateix autor, Jove dona al bany (1659).
Encara que aquesta no és la primera vegada que un pintor s'inspira en el treball d'un altre, la relació entre els mestres de l'Edat d'Or neerlandesa i un dels artistes més avantguardistes del segle xx ha estat causa d'interès per als estudiosos.
Tot i que, a primera vista, no semblen guardar una similitud amb les seves obres flamenques de referència, una anàlisi dels personatges i objectes posa de manifest que Miró va recollir tots ells per a representar-los dins de la seva pròpia fantasia, tal com ho demostren la sèrie de dibuixos preparatoris.

## Història
El maig de 1928, Miró va viatjar de París als Països Baixos i va incloure el Rijksmuseum al seu itinerari. Miró va quedar impressionat pels mestres de l'Edat d'Or Holandesa i va adquirir algunes targetes postals, reproduccions colorejades de pintures de la col·lecció del Rijksmuseum.
L'estiu d'aquell mateix any, durant una visita al seu estudi del Mas Miró a Mont-roig del Camp, Miró es va inspirar en aquestes dues targetes postals per a realitzar alguns esbossos i treballs preliminars que permeten entendre la transició des dels originals cap al que serien els Interiors holandesos.

## Interior holandès I

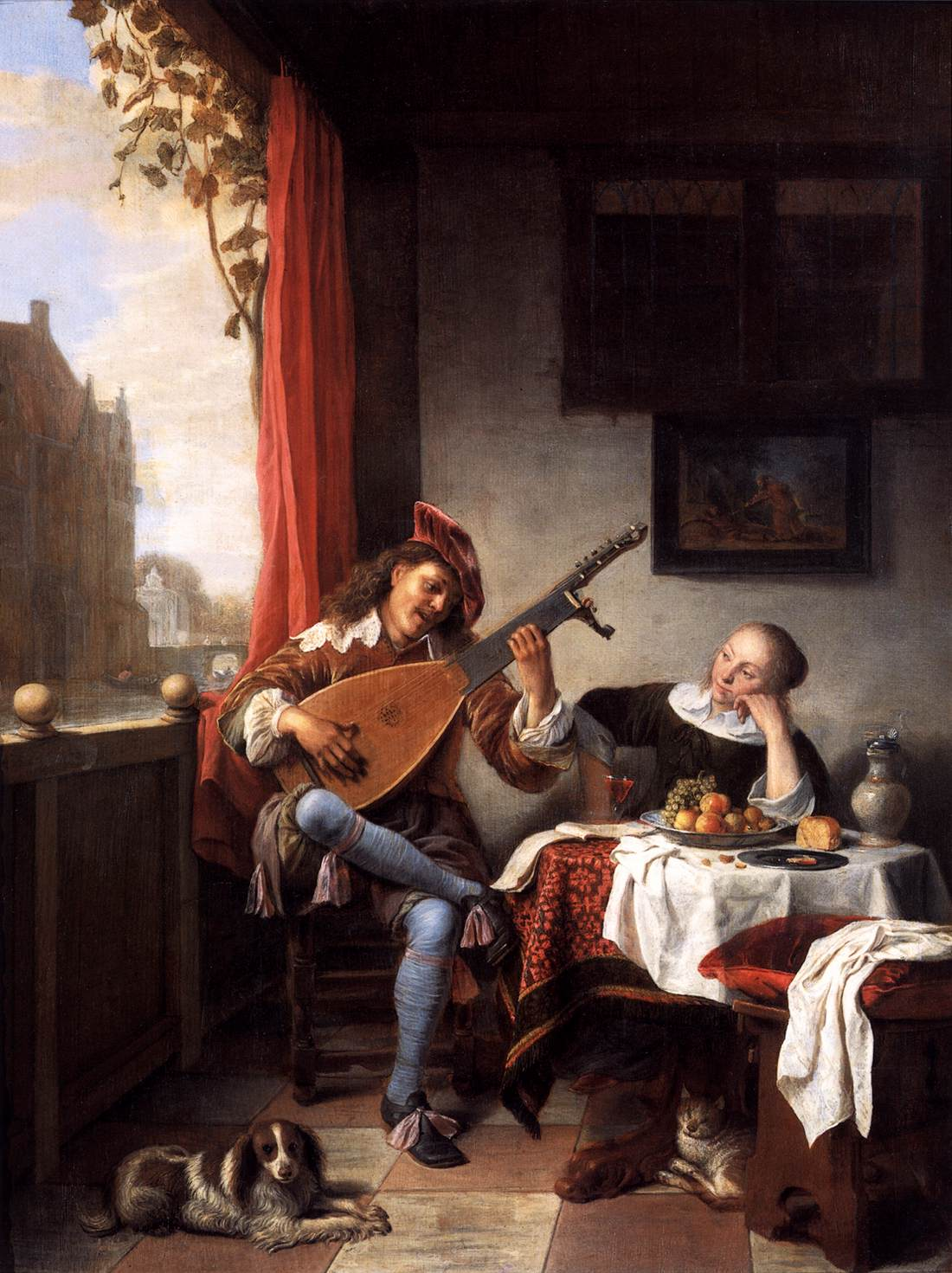
L'obra original de Martensz Sorgh

La pintura s'inspira en l'obra del segle xvii el llaütista de Martensz Sorgh que representa un intèrpret de llaüt en un interior domèstic. L'obra de Sorgh, de colors brillants i plans s'allunyaven del model naturalista i la perspectiva de la pintura de gènere holandesa del segle xvii. Miró va comprar una postal amb la reproducció de l'obra al Rijksmuseum d'Amsterdam uns mesos abans de començar la seva pintura. Miró explicava que "tenia la targeta clavada en el meu cavallet mentre pintava".
L'Interior holandès I inclou els elements presents a l'obra de Martensz Sorgh: el llaüt, l'intèrpret, les estovalles, els marcs de la paret, els elements darrere de la finestra, un gos, un gat, la dona jove, una cistella de fruita, etc. També es manté la posició bàsica dels objectes de la tela original.
No obstant això, les formes són clarament mironianes, amb una molt accentuada desproporció respecte a l'obra original i reflecteixen la importància relativa dels elements en la composició, en lloc de les seves proporcions físiques. Miró va emprar el llenguatge de les línies, les formes i els colors per refer la realitat i convertir-la en un univers estrictament pictòric. Així doncs, el llaüt i l'intèrpret ocupen la major part de l'espai, mentre que la jove es redueix a un detall fos a l'aigua: és part del paisatge, així com els objectes inanimats. Centrant l'atenció en la figura de l'intèrpret, s'observa que Miró redueix els seus trets facials a un rostre distès i vermell en el centre, amb un bigoti desplaçat cap a la dreta i el cos es va esvaint fins que el llaüt realment el substitueix i tot el que queda de la figura del jove és un petit peu que sobresurt per la part inferior de la llaüt. Un personatge desproporcionat que expressa una mena d'excitació física amb una força capaç de trencar les cordes de l'instrument. En aquest moment Miró pretén atacar l'anatomia humana des de la perspectiva dels termes clàssics, des de la visió ideal d'una forma harmoniosa, per a abordar el seu projecte personal de desarmar-la. Segons la conservadora Anne Umland, Miró vol transmetre el missatge que "No vol fer res que ens convenci que el que he pintat és real". Miró fa servir un humorisme tràgic, sacríleg i herètic que amb un geni quixotesc transforma amb el seu pinzell l'obra de Sorgh.
Els colors també són tons inspirats en la tela original, si bé la intensitat del color és Mironiana. Per tant, el gradient de color gris verdós de la paret de l'obra de Sorgh es converteix en un verd poma a l'obra de Miró, la llum de color marró i els tons ocres del llaüt es tornen d'un color taronja fosc. Aplica la pintura directament del tub; no els barreja a la seva paleta, i no els barregi al llenç. Els verds, blancs, taronges, els vermells i els grocs són colors molts purs. L'obra és un exemple de la facilitat de traç de Miró. Les vores de totes les figures són molt precises, pintades amb un pinzell molt fi, la seva mà és constant i ferma quan fa el traç perimetral dels personatges.

## Interior holandès II

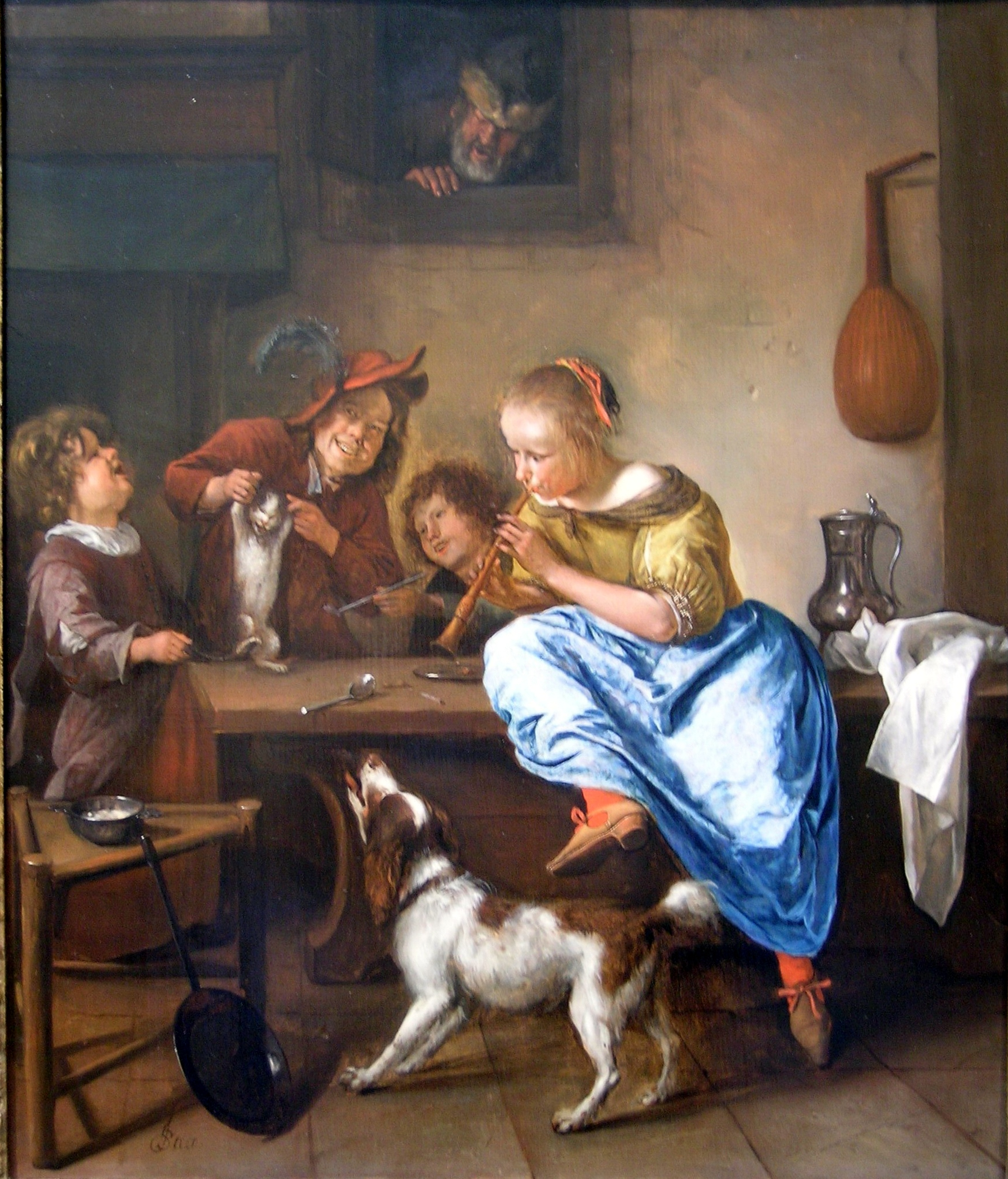
Nens ensenyant a ballar a un gat de Jan Havicksz Steen

La pintura s'inspira en l'obra Nens ensenyant a ballar a un gat de Jan Havicksz Steen. En aquesta obra l'artista torna a utilitzar la tècnica i la filosofia de l'obra original. Miró conserva elements com la guitarra, el gos i l'home que mira per la finestra.
El veritable tema de la pintura de Steen no era el gat, sinó el so, el moviment i la hilaritat que provoca la classe de ball. Miró s'aprofita d'aquesta anomalia a la seva versió: tot i que el gat serveix com l'eix de la seva composició centrífuga, posa l'accent en la cacofonia i l'animació de la lliçó a través del moviment giratori de la gran diversitat de detalls i el ritme dels punts i contrapunts de la dansa.
L'escena és animada, es veu el rostre somrient dels nens, reforçant el somriure grotesc del personatge de l'esquerra de l'obra de Steen. La figura central de la noia destaca amb un perfil que emula el seu posat omplint amb el color blau de la seva falda tota la superfície de la versió mironiana. Els gossos i gats prenen la major part de l'espai, mentre que els objectes inanimats es redueixen als detalls. El personatge inquietant de Steen que observa l'escena preocupat des de la finestra es transforma en la versió de Miró en un parell d'ulls vermells, continuant en una llarga cua que envolta l'escena i on el seu final és un agulló.
Com ja passava a Interior holandès I, la força dels colors és intensa i transposa l'obra de Steen amb diverses variacions del marró, que serveixen per destacar la roba de color blau que porta la nena. Les taques de taronja Steen (mitjons, gorres) es troben en color vermell fosc al Miró (ulls i cua del personatge que observa l'escena). El llenç està exposar a la Museu Guggenheim (Venècia) de Venècia.

## Interior holandès III

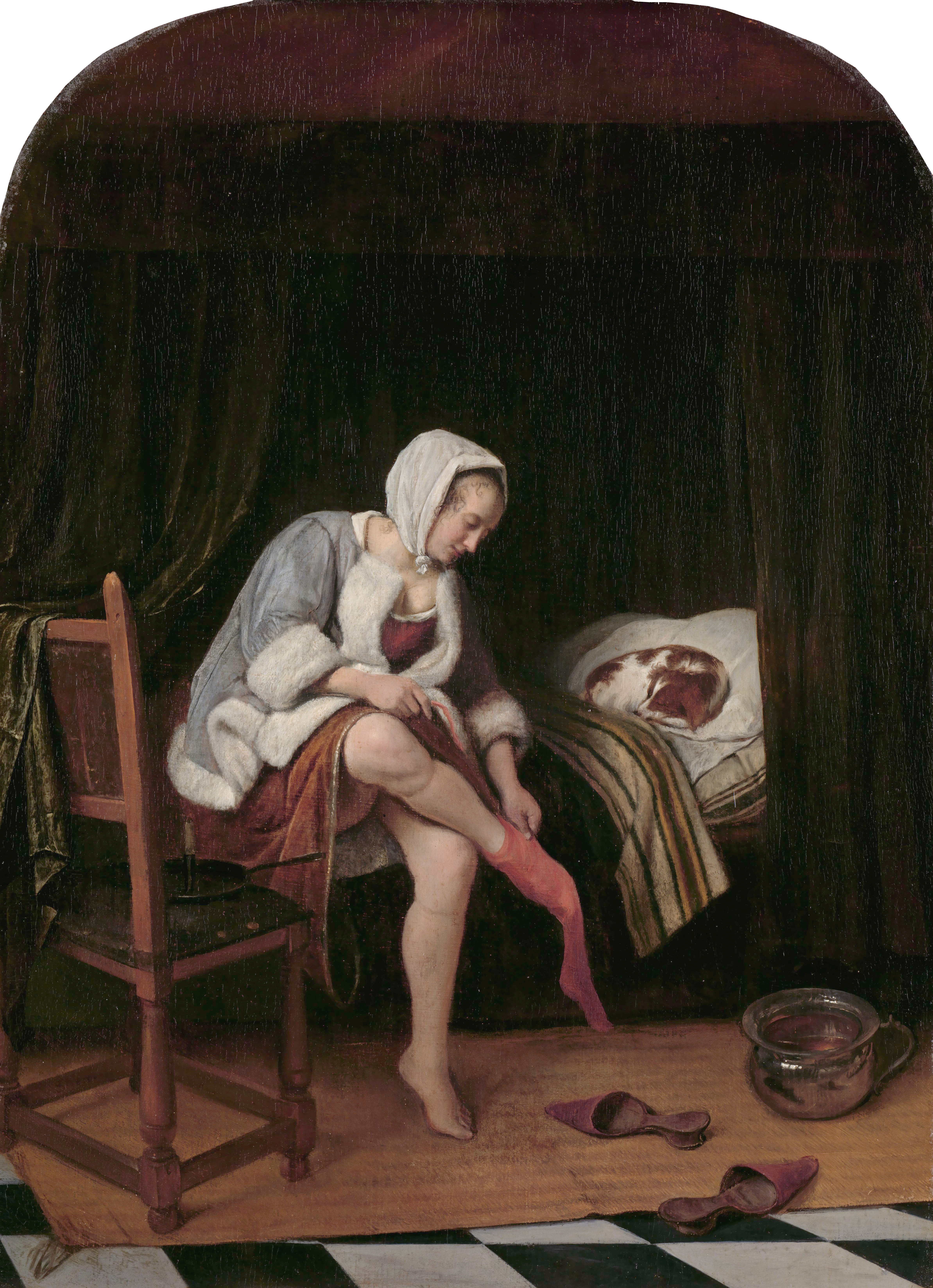
Jove dona al bany, de Jan Steen

Si les dues primeres obres de la sèrie van ser pintades a partir de targetes postals de museus i són fàcilment identificables, no és el cas de la tercera pintura la sèrie que no pot ser clarament vinculada a una pintura flamenca. La identificació s'ha aconseguit tenint en compte els elements d'aquesta obra coincidents amb Jove dona al bany, de Jan Steen.
El moviment de la cara inclinada i coberta amb una manta, els mitjons de color taronja, el moviment del braç que acaba en un peu descalç, un gos blanc i negre en la part dreta, les dues sabates marrons cap avall, la importància de la cadira marró amb la roba de color porpra, i els elements de la capa en el mantell groc, blanc i pàl·lid, descobreixen la influència de l'obra original, tot i que és més difícil detectar el paral·lelisme. La pintura es conserva al Museu d'Art Modern de Nova York.

## Exposicions
D'entre les múltiples exposicions on han estat presents, destaca Miró: The Dutch Interiors realitzada al Rijksmuseum d'Amsterdam entre juny i el 13 de setembre del 2010, per anar després al Metropolitan Museum de Nova York entre el 5 d'octubre de 2010 i el 17 de gener de 2011, on per primera vegada s'exposaven al mateix temps, les pintures de Miró i els dels mestres holandesos que el van inspirar. Anteriorment també s'havien exposat conjuntament al Centre Georges Pompidou de París, a l'exposició Joan Miró 1917-1934: la naissance du monde, celebrada el 2004.